# Túi thơ
Túi thơ (Gastrochilus) là một chi cây thuộc họ Orchidaceae. Chi này có khoảng 60 loài mọc ở châu Á.

## Các loài
- Gastrochilus acaulis  (Lindl.) Kuntze
- Gastrochilus acinacifolius  Z.H.Tsi
- Gastrochilus acutifolius (Lindl.) Kuntze: Túi thơ lá nhọn
- Gastrochilus affinis  (King & Pantl.) Schltr.
- Gastrochilus arunachalensis  A.N.Rao
- Gastrochilus bellinus  (Rchb.f.) Kuntze
- Gastrochilus calceolaris (Buch.-Ham. ex Sm.) D.Don[2]: Lan đốm
- Gastrochilus carnosus  Z.H. Tsi
- Gastrochilus ciliaris  Maek.
- Gastrochilus corymbosus  A.P. Das & Chanda
- Gastrochilus dasypogon  (Sm.) Kuntze
- Gastrochilus distichus  (Lindl.) Kuntze
- Gastrochilus flabelliformis  (Blatt. & McCann) C.J. Saldanha
- Gastrochilus fargesii  (Kraenzl.) Schltr.
- Gastrochilus formosanus  (Hayata) Hayata
- Gastrochilus fuscopunctatus  (Hayata) Hayata
- Gastrochilus garhwalensis  Z.H. Tsi
- Gastrochilus gongshanensis  Z.H. Tsi
- Gastrochilus guangtungensis  Z.H. Tsi
- Gastrochilus hainanensis Z.H. Tsi: Túi thơ Hải Nam
- Gastrochilus hoii  T.P. Lin
- Gastrochilus inconspicuus  (Hook.f.) Kuntze
- Gastrochilus intermedius (Griff. ex Lindl.) Kuntze: Túi thơ trung gian
- Gastrochilus japonicus (Makino) Schltr.
- Gastrochilus linearifolius  Z.H.Tsi & Garay
- Gastrochilus matsudae  Hayata
- Gastrochilus matsuran  (Makino) Schltr.
- Gastrochilus minutiflorus  Aver.
- Gastrochilus nanchuanensis  Z.H. Tsi
- Gastrochilus nanus  Z.H. Tsi
- Gastrochilus obliquus (Lindl.) Kuntze: Túi thơ xéo
- Gastrochilus patinatus  (Ridl.) Schltr.
- Gastrochilus pechei  (Rchb.f.) Kuntze
- Gastrochilus platycalcaratus  (Rolfe) Schltr.
- Gastrochilus pseudodistichus (King & Pantl.) Schltr.: Túi thơ song dính
- Gastrochilus puncticulatus  Cavestro
- Gastrochilus rantabunensis  C. Chow ex T.P. Lin
- Gastrochilus raraensis  Fukuy.
- Gastrochilus rutilans  Seidenf.
- Gastrochilus saccatus  Z.H. Tsi
- Gastrochilus sessanicus  A.N. Rao
- Gastrochilus simplicilabius  Aver.
- Gastrochilus sinensis  Z.H. Tsi
- Gastrochilus sonamii  Lucksom
- Gastrochilus sororius  Schltr.
- Gastrochilus subpapillosus  Z.H. Tsi
- Gastrochilus sukhakulii  Seidenf.
- Gastrochilus sumatranus  J.J. Sm.
- Gastrochilus sutepensis  (Rolfe ex Downie) Seidenf. & Smitinand
- Gastrochilus toramanus  (Makino) Schltr.
- Gastrochilus xuanenensis  Z.H. Tsi
- Gastrochilus yunnanensis  Schltr.

## Hình ảnh

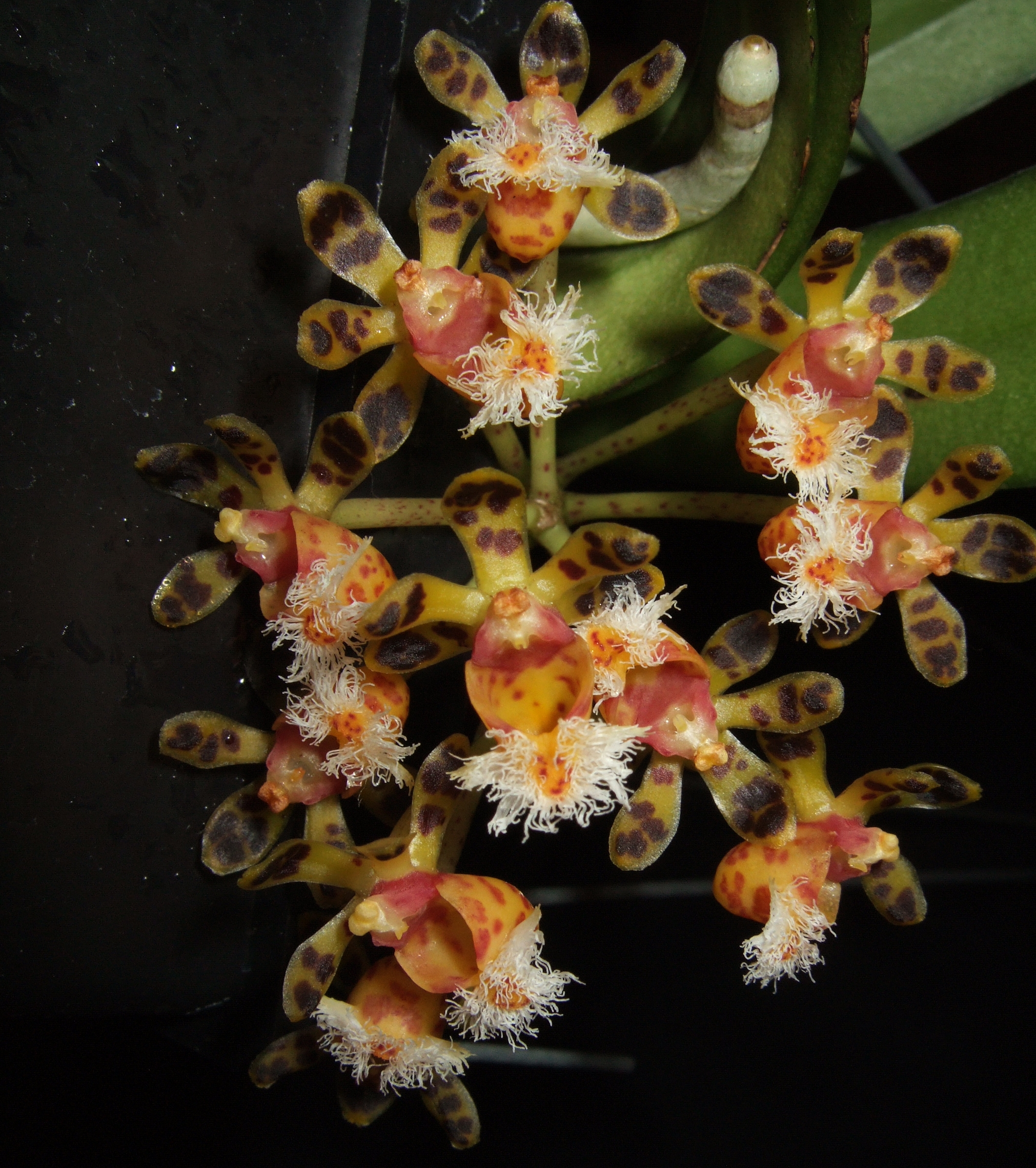
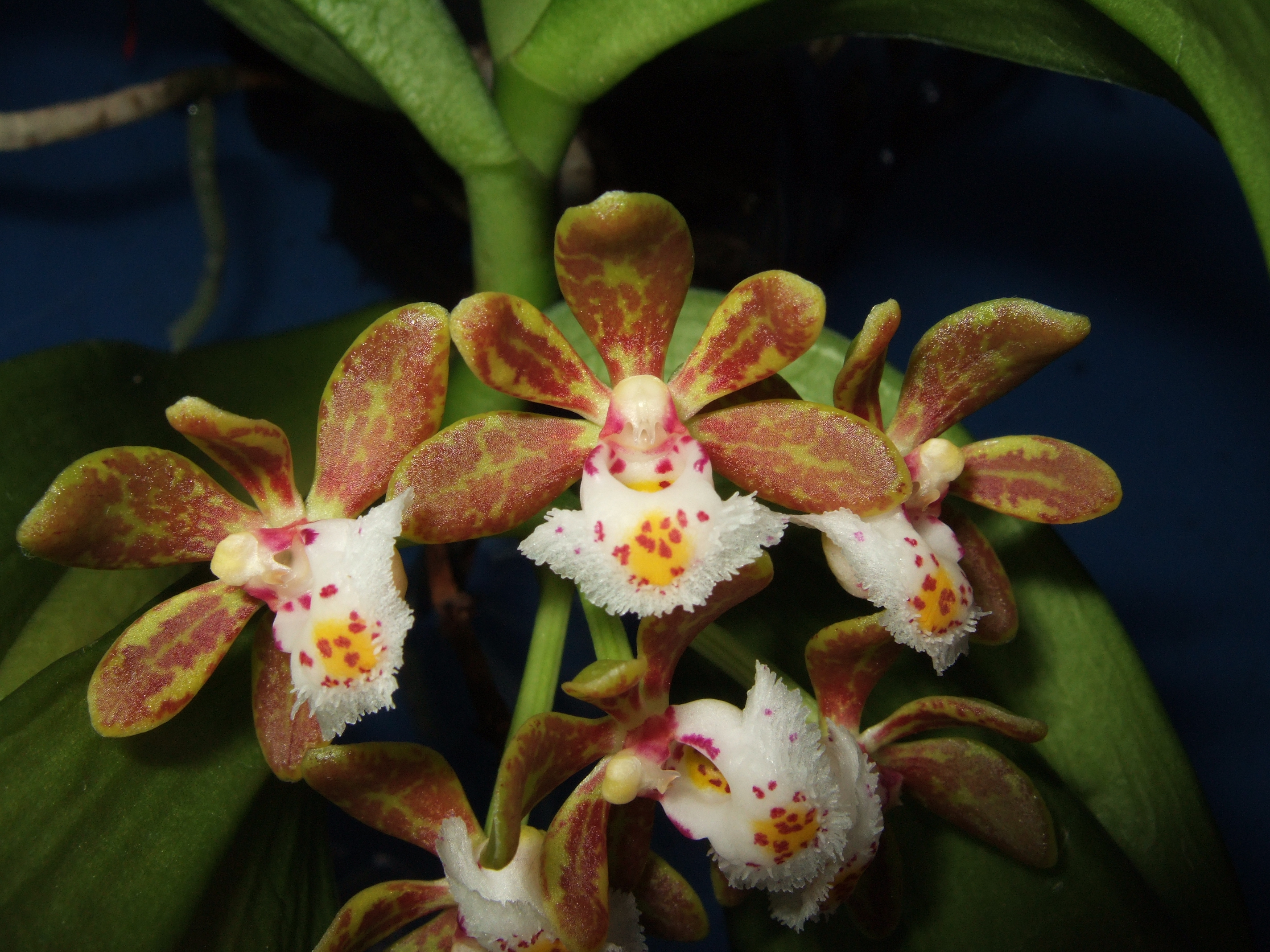
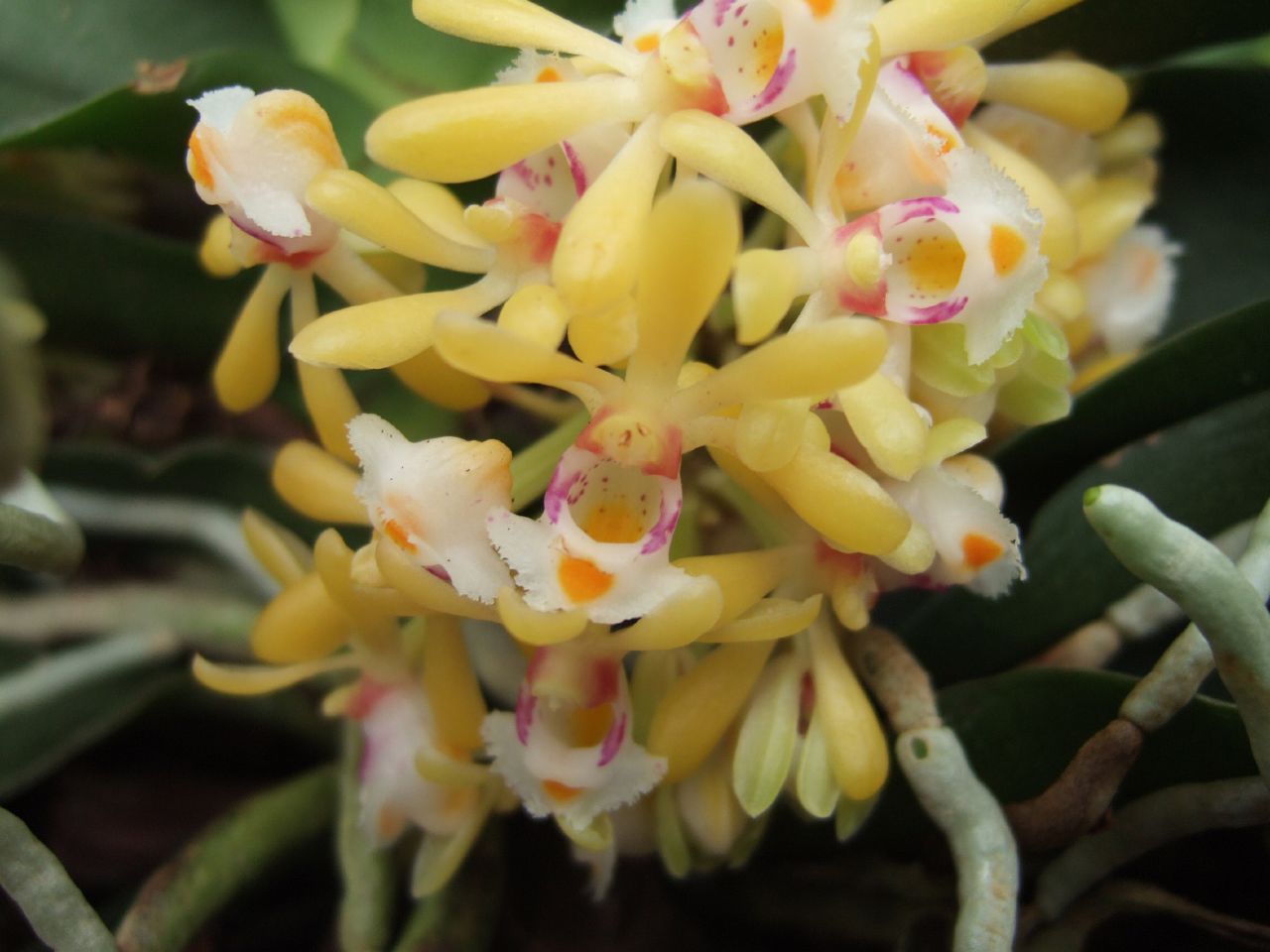